# Karashi

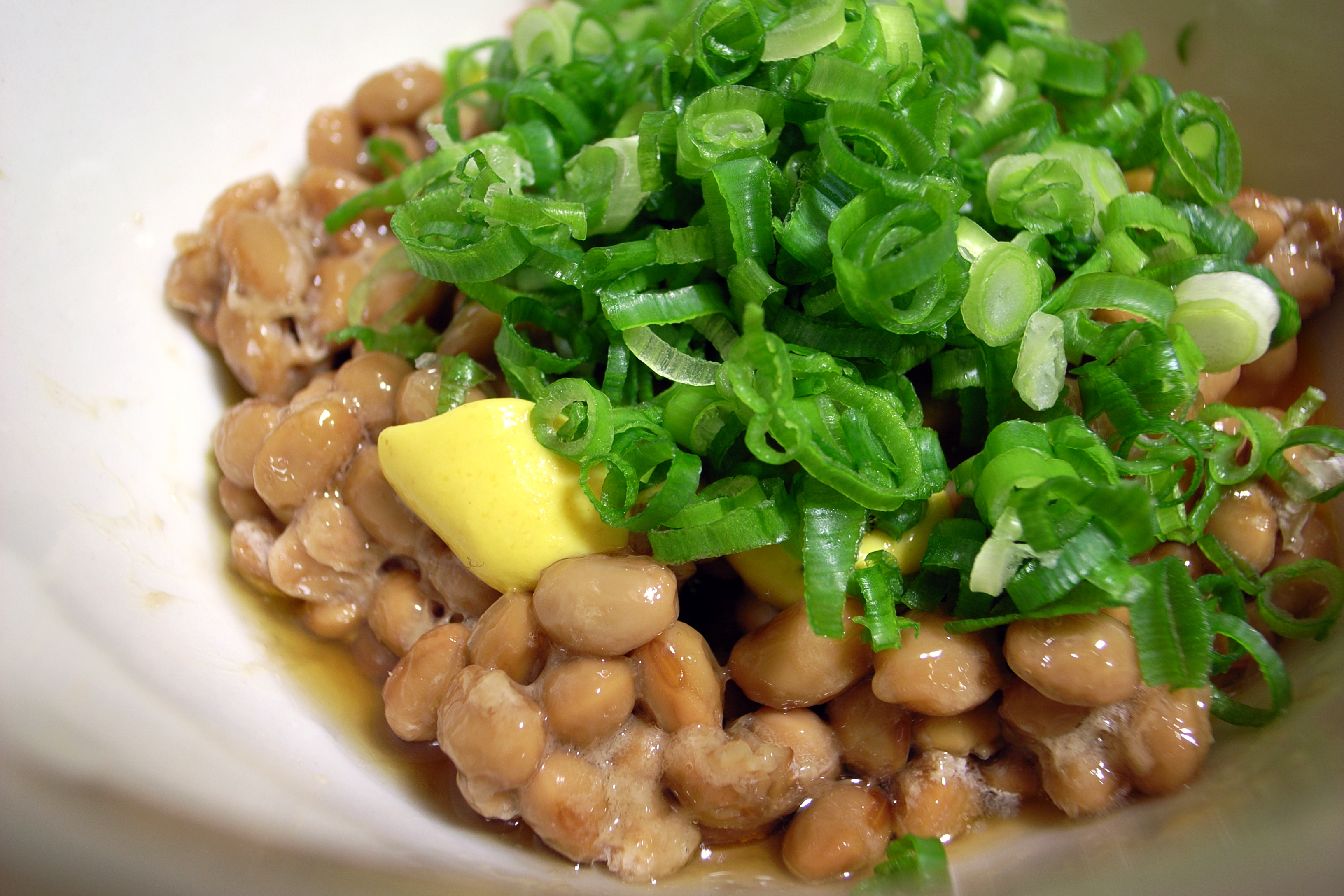
Nattō mit Karashi und Frühlingszwiebeln

Karashi (jap. 芥子 oder 辛子) ist die japanische Bezeichnung für ein Gewürz aus Braunem Senf der Cernua-Gruppe (Brassica juncea var. cernua) und ist gebrauchsfertig als Paste in Tuben oder zum mit Wasser anrühren als Pulver in Dosen erhältlich.
Karashi wird in Oden und anderen japanischen Gerichten verwendet. Je nach Gericht kann Karashi allein oder zusammen mit Wasabi als Gewürz dienen.

## Belege
1. ↑  カラシナ. In: 栄養・生化学辞典 bei kotobank.jp. Asakura Shoten, 2009, abgerufen am 21. Juli 2014 (japanisch).
2. ↑  Karashi (Handelsformen). In: NIPPONYA. Abgerufen am 25. November 2021.
3. ↑  Amanda R. Bell: What is Karashi? In: Delighted Cooking. 16. Mai 2024, abgerufen am 7. September 2024 (englisch).